# أنت (الموسم الثالث)
انطلق الموسم الثالث من المسلسل التلفزيوني الأمريكي النفسي من إنتاج نتفليكس أنت في 14 يناير عام 2020. إنه يعرض استمرار علاقة جو جولدبيرج مع لاف، الحاملة بطفلها في منزل جديد في إحدى الضواحي. يو سلسلة المبدعين جريج بيرلانتي وسيرا جامبل كعودة للإنتاج المشترك بينهم، وجامبل يعود كما في showrunner. بن بادجلي وفيكتوريا بيدريتي وسافرون بوروز، الذين أعادوا تمثيل أدوارهم في سلسة يو. فريق تمثيل جديد من بينهم شاليتا جرانت وترافيس فان وينكل وديلان أرنولد وتاتي غابرييل. ميكايلا مكمانوس في دور جار جو الجديد، ظهر في نهاية الموسم الثاني. في ديسمبر 2020، تم تعليق إنتاج الموسم الثالث لمدة شهرين بسبب وباء COVID-19 واسنكمل تصويره في فبراير 2021. تم عرض الموسم المكون من عشر حلقات لأول مرة في 15 أكتوبر 2021.  

## الملخص
في الموسم الثالث، تزوج جو ولاف وربيا ابنهما المولود حديثًا، هنري، في ضاحية مادري ليندا في كاليفورنيا. بينما تأخذ ديناميكية علاقتهما منعطفًا جديدًا، يستمر جو في تكرار هوسه بـ ناتالي إنجلر، جارتهما. ولكن هذه المرة، تقلب لاف الموازين حتي لا تفسد أفعال جو المجنونة حلمها في عائلة مثالية. ومع ذلك، بعد أن اعتنت لاف بمشكلة ناتالي، حوّل جو هوسه إلى ماريين، أمينة مكتبة تشاركا طفولتهما المضطربة في نظام الحضانة. ما زاد من تعقيد علاقة لاف وجو، ووقع ربيب ناتالي ثيو في حب لاف.

## فريق العمل

### الأساسي
- بن بادجلي دور جو جولدبيرج، قاتل متسلسل ينتقل إلى ضاحية رائعة نسبيًا مع زوجته، لاف [5]
- فيكتوريا بيدريتي بدور لاف كوين، قاتلة متسلسلة وزوجة جو، الوريثة الوحيدة المتبقية لعائلة كوين [5]
- Saffron Burrows بدور دوتي كوين، والدة لاف [5]
- تاتي غابرييل بدور ماريان بيلامي، أمينة مكتبة تكافح مع مشاكلها الشخصية أثناء محاولتها خلق مستقبل أفضل لنفسها ولطفلتها الصغيرة جولييت [5]
- شاليتا جرانت بدور شيري كونراد، "momfluencer" الشهيرة محليًا، والتي أعجب بها متابعيها على وسائل التواصل الاجتماعي لشخصيتها المذهلة [6]
- ترافيس فان وينكل في دور كاري كونراد، وهو ثري وجذاب ويدير شركته بتمويليه الخاص. [6]
- ديلان أرنولد بدور ثيو إنجلر، طالب جامعي علاقته متوترة بزوج والدته، ماثيو إنجلر، يعاني من مشاكل الإدمان [5]